# Denis Peterson
Denis Peterson (Nueva York, 1944) es un pintor hiperrealista estadounidense cuyas obras fotorrealistas han sido expuestas en el Museo de Brooklyn, el Museo Whitney de Arte Americano, el Instituto Butler de Arte Americano, la Tate Modern, el Museo de Arte de Springville, Corcoran MPA, Museo de Arte Moderno CZ y Galería Max Hutchinson de Nueva York.

## Trayectoria
De ascendencia armenia,Denis Peterson fue uno de los primeros fotorrealistas que surgieron en Nueva York poco después de recibir una beca de enseñanza en el Instituto Pratt, donde obtuvo su máster en pintura."Los primeros fotorrealistas fueron Chuck Close, Don Eddy, Richard Estes, Ralph Goings, Robert Bechtle, Audrey Flack, Denis Peterson y Malcolm Morley. Cada uno comenzó a practicar alguna forma de fotorrealismo aproximadamente al mismo tiempo, a menudo utilizando diferentes modos de aplicación y técnica, y citando diferentes inspiraciones para su trabajo. Sin embargo, en su mayor parte todos trabajaron independientemente unos de otros."
Es ampliamente reconocido como el pionero y arquitecto principal del hiperrealismo,que se basó en los principios estéticos del fotorrealismo. Su obra Dust to Dust está designada en las líneas de tiempo de la historia del arte como una pintura distintiva que provocó el surgimiento inicial del movimiento del hiperrealismo en todo el mundo.El autor Graham Thompson escribió: "Una muestra de la forma en que la fotografía se asimiló al mundo del arte es el éxito de la pintura fotorrealista. También se la llama superrealismo o hiperrealismo. Pintores como Richard Estes, Denis Peterson, Audrey Flack y Chuck Close han trabajado a menudo a partir de fotografías para crear pinturas que parecían fotografías." Denis Peterson distinguió el hiperrealismo del fotorrealismo haciendo cambios meticulosos en la profundidad de campo, el color y la composición de una obra para enfatizar un mensaje socialmente consciente sobre la cultura, el consumismo y la política contemporáneos.
Peterson ha utilizado a menudo el estilo de pintura hiperrealista como vehículo fenomenológico para el cambio social.En su trabajo Dust to Dust, Peterson afirma que un hombre de estatus social insignificante que habita el estrato más bajo de la sociedad es tan digno de que le pinten un retrato como cualquier individuo con título o persona famosa y, lo que es más importante, igual de merecedor de que le pinten su retrato y sea reconocida su humanidad.Imágenes figurativas en espacios comprimidos y paisajes incorpóreos de decadencia social son comentarios visuales sobre las secuelas de genocidios, diásporas y divisiones culturales."Debido a una combinación del tema de la obra y sus habilidades técnicas, las pinturas de Peterson tienen un significado simbólico atemporal en lugar de la mera apariencia de una fotografía. Aunque hiperrealistas en su definición, también rompen con las estructuras de la fotografía como simulación aceptable de la realidad y, en su lugar, crean una sensación de pérdidade "personalización e interacción".
"Originalmente, sus enormes pinturas del suelo al techo se centraban en una sola figura, con sus sujetos monocromáticos característicamente recortados para que aparecieran como fotografías ampliadas en blanco y negro. Más tarde, desarrolló una diversa cantidad de series de pinturas originales, como múltiples cabinas telefónicas en la Ciudad de Nueva York. Aunque no es un fotógrafo profesional, ha confiado en sus propias tomas con la cámara para mantener la coherencia de la composición y el tema como sus estudios de referencia. Hace varios años, Denis utilizó el fotorrealismo como un medio visual a través del cual retratar lo impensable: genocidios. Al igual que su controvertida serie de pinturas sobre las personas sin hogar, en la que su trabajo se centró en el infatigable espíritu humano más que en los crisoles políticos y económicos. Más recientemente, ha estado pintando paisajes urbanos de gigantescos carteles comerciales con vistas a multitudes de personas que corren debajo, a menudo sin darse cuenta de qué mensajes sociales se ciernen sobre nosotros."

## Temas de pintura
Estas obras fotorrealistas son visualmente convincentes; a menudo son testigos de la evidencia histórica de maltrato grotesco a las personas por parte de gobiernos, sociedades y el clasismo sistémico.Su trabajo anterior expuso regímenes totalitarios, planteando cuestiones políticas y morales con respecto a los gobiernos militares del tercer mundo. Estas representaciones hiperrealistas a menudo se consideraron un legado de odio e intolerancia.
Los temas visualmente inquietantes de este artista iconoclasta han sido figuras escultóricas y rostros estoicos pintados en una hiperrealidad inquietante y ensordecedora. Sus sujetos son universalmente representados con una calma internalizada frente a los horrores circundantes de enfermedades mortales, torturas inminentes, miedo aterrorizante y odio irracional.
Temáticamente, las obras hiperrealistas de Peterson se presentan en series. Muchas de sus provocativas pinturas han confrontado la condición humana."Este ejemplo de hiperrealismo es un arte de performance. Hace que los espectadores noten deliberadamente la asombrosa cantidad de tiempo y el minucioso esfuerzo que se invirtió en retratar esto. Peterson no está alardeando, es un pintor radical, que nos obliga con su dedicación. El realismo sorprendente se encuentra en el contexto de la luz reflejada en todos los demás objetos en la escena. Los artistas occidentales como David, el propio da Vinci y Denis Peterson son importantes en parte por su habilidad e innovación, pero también porque provienen de culturas que dominan el la escena del poder global moderno. Los pintores del Renacimiento atendieron al capitalismo emergente, los hijos en la pintura de David El juramento de los Horacios simbolizan las colonias francesas, y la pintura de Peterson sobre Darfur, "Don't Shed No Tears" provoca que Estados Unidos intervenga con su riqueza."

## Temas de trabajo
Sus trabajos fotorrealistas más recientes abarcan paisajes urbanos de Nueva York meticulosamente detallados que se centran en imponentes vallas publicitarias de diez pisos de altura como iconos POP que dominan las concurridas calles, peatones y vehículos de la ciudad. "En las pinturas de Peterson, las personas están presentes, pero normalmente están atrapadas bajo el peso y la presión de las vallas publicitarias y los anuncios que se ciernen pesadamente sobre las calles que habitan. Para Peterson, este es un comentario sobre la sociedad contemporánea y sus efectos en las personas". "En algún momento durante el proceso de pintura, Peterson imbuyó algo de sí mismo en la obra, razón por la cual sus imágenes para mí tienen éxito donde sus contemporáneos no lo logran. No solo pinta escenas callejeras, pero para mí estas son sus más efectivas. "Imágenes. Desprovistos de cualquier presencia humana, sus ubicaciones son propicias para los fantasmas, la atmósfera está cargada de anhelo no mitigado." "Su trabajo más reciente involucra escenas callejeras con personas 'abrumadas' por vallas publicitarias, como las que muestran Nueva York. Algunos de sus trabajos anteriores analizan el sufrimiento que sienten las personas impuestos por gobiernos y sociedades que elevan la moral y la política. preguntas sobre los regímenes militares."
"Las pinturas hiperrealistas de Denis Peterson son declaraciones visuales salpicadas de paradigmas socioeconómicos subyacentes. Al verlas, resulta inmediatamente evidente que las técnicas y los métodos son producto de su trabajo, y no al revés. La ilusión de la realidad como estética transformadora es un medio virtual para un fin."
"Las personas existen e interactúan con el mundo que las rodea. El propio artista existe en el metamodernismo y comenta sobre su mundo. Una advertencia: el artista está alejado de, y conoce, esa separación mientras se observa a sí mismo/misma observando a la gente y los espacio-tiempos socioeconómicos/políticos ordenados/desordenados que habitan. Denis Peterson ejemplifica esta... característica del Metamodernismo/Popomo, y al mismo tiempo su trabajo aborda un sentimiento de pérdida, dolor/angustia con respecto a nuestra posición en una cultura dominada por las corporaciones estadounidenses. Las personas son vistas (una vez más) como individuos, aunque atrapadas en la abrumadora mercantilización de todo, algunas de ellas tan completamente perdidas, que ya no son individuos. Las imágenes mismas parecen ir más allá,  remiten al realismo fotográfico y a la fotografía. Veo una conexión con el realismo social porque a menudo pone rostro a su propio dogma al mostrar individuos atrapados en el gigante social, político y cultural. La obra de Peterson habita estas preocupaciones."